# Ferdinand Avenarius

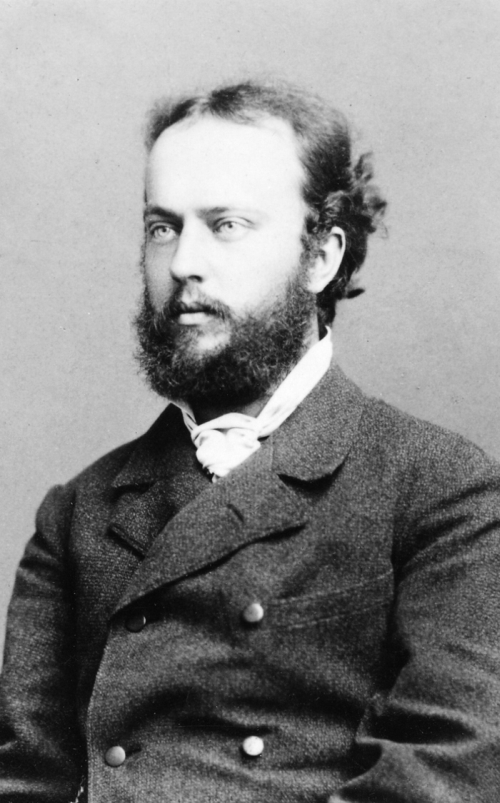
Ferdinand Avenarius

Ferdinand Ernst Albert Avenarius (Berlijn, 20 december 1856 - Kampen op Sylt, 20 september 1923) was een Duits dichter en activist.
Avenarius was een neef van Richard Wagner. Zijn opleiding volgde hij in Berlijn en Dresden waarna hij studeerde aan de  universiteit in Leipzig en de universiteit Zürich. Na zijn reizen door Italië en Zwitserland vestigde hij zich definitief in Dresden. Gewoonlijk bracht hij echter de zomer door op het eiland Sylt, dat hij in zijn geschriften romantiseerde en zo populair maakte.
In 1887 richtte Avenarius het tijdschrift  "Der Kunstwart" op, waarin hij met een reeks schrijvers en dichters actuele onderwerpen uit de kunst en cultuur behandelde. Met Der Kunstwart oefende Avenarius grote invloed uit op het denken over cultuurpolitieke vraagstukken van de burgerij. Een soortgelijke vereniging, maar meer gericht op de massa, richtte Avenarius in 1902 op: de Dürerbond. In 1902 publiceerde hij de bloemlezing Hausbuch deutscher Lyrik.
Literatuur
- Gerhard Kratzsch, Kunstwart und Dürerbund. Ein Beitrag zur Geschichte der Gebildeten im Zeitalter des Imperialismus (Vandenhoeck & Ruprecht; Göttingen 1969). Het standaardwerk over Avenarius en de Dürerbund.

- Bibsys: 90100413
- Biblioteca Nacional de Chile: 000439544
- Biblioteca Nacional de España: XX1137691
- Bibliothèque nationale de France: cb128875089 (data)
- Catàleg d'autoritats de noms i títols de Catalunya: 981058526052106706
- CiNii: DA07484302
- Gemeinsame Normdatei: 118651218
- International Standard Name Identifier: 0000 0001 2276 1829
- Library of Congress Control Number: no93034344
- Nationale Bibliotheek van Tsjechië: jn20031128005
- Nationale Bibliotheek van Israël: 987007258072405171
- Nationale Bibliotheek van Polen: a0000001795529
- Nederlandse Thesaurus van Auteursnamen: 069506442
- Réseau des bibliothèques de Suisse occidentale: 02-A002953712
- LIBRIS: 232987
- SNAC: w6z90n48
- Système universitaire de documentation: 112254411
- Virtual International Authority File: 8181034
- WorldCat: E39PBJdx6HyRFHg8JJbyhqKWXd